# دون إل. شورت
دون إل. شورت (بالإنجليزية: Don L. Short)‏ هو سياسي أمريكي، ولد في 22 يونيو 1903 في الولايات المتحدة، وتوفي بنفس المكان في 10 مايو 1982. حزبياً، نشط في الحزب الجمهوري. انتخب عضو مجلس نواب داكوتا الشمالية وانتخب عضو مجلس النواب الأمريكي.